# Ashikaga Yoshitane
Ashikaga Yoshitane (jap. 足利 義稙; * 9. September 1465; † 23. Mai 1522) war der zehnte  Shōgun des Ashikaga-Shōgunates und regierte von 1490 bis 1493 und dann erneut von 1508 bis 1521 in der Sengoku-Zeit Japans.  Yoshitane war Sohn des Ashikaga Yoshimi und Enkel des sechsten Shōgun, Ashikaga Yoshinori.
Als der neunte Shōgun, Ashikaga Yoshihisa 1489 ohne Erbe an Krankheit starb, während er sich auf einem Feldzug gegen Rokkaku Takayori (Rokkaku Tobatsu), dem Daimyo der südlichen Provinz Ōmi befand, wurde Yoshitane im Jahr darauf zum Seii Taishōgun.  1493 erhob sich Yoshitane gegen den einflussreichen  Hosokawa Masamoto und wurde daher durch den 11. Shōgun, Ashikaga Yoshizumi ersetzt.
Im Jahr 1508, nach der Schlacht von Funaokayama und mit Unterstützung von Ōuchi Yoshioki, gewann Yoshitane die Position des Seii Taishōgun von Yoshizumi zurück. Nach einem Machtkampf mit Hosokawa Takakuni floh Yoshitane auf die Insel Awaji und starb in der Provinz Awa auf der Insel Shikoku.  Hosokawa Masamoto setzte daraufhin den 12. Shōgun, Ashikaga Yoshiharu, ein.